# Саміра Махмальбаф
Саміра Махмальбаф (перс. سمیرا مخملباف; нар. 15 лютого 1980, Тегеран, Іран) — іранська сценаристка та режисерка, лауреатка Каннського кінофестивалю.

## Біографія
Саміра Махмальбаф народилася в Тегерані, Іран в родині відомого режисера та сценариста Мохсена Махмальбафа. Її рідна мама трагічно загинула молодою, тому дівчина виховувалась мачухою Марзією Мешкіні — рідною тіткою Саміри. У чотирнадцять дівчина кинула звичайну школу та почала навчатися під керівництвом свого батька, який заснував The Makhmalbaf Film House. Першими учнями школи стали його діти, дружина та чотири друга.

## Кар'єра
У семирічному віці знялась у фільмі свого батька «Велосипедист». Після зйомок двох відеороликів юна Саміра дебютує як режисерка та сценаристка драми «Яблуко». Сюжет стрічки заснований на реальних подіях. Зйомки фільму почались без сценарію, бо для Саміри було важливо познайомитися з родиною, історія якої стала основою фільму. Фільм «Шкільні дошки» був представлений на Каннському кінофестивалі в 2000. Як і наступна драма «О п'ятій пополудні» принесли молодій режисерці Приз журі Каннського кінофестивалю в 2000 та 2003. За внесок у створення фільму «11 вересня» Махмальбаф отримала номінацію в категорії Найкращий фільм з Європейського Союзу кінопремії «Сезар», а також вона стала лауреаткою Венеційського кінофестивалю.
Зйомки драматичної стрічки 2008 року «Двоногий кінь» не дозволили проводити в Ірані, тому Саміра обрала сусідню країну Афганістані. 28 березня 2007 стався навмисний вибух бомби на знімальному майданчику: шестеро людей отримали травми, один кінь загинув.

## Фільмографія
| Рік  | Назва                | Оригінальна назва     | Примітки           |
| ---- | -------------------- | --------------------- | ------------------ |
| 1998 | «Яблуко»             | Sib                   | режисер, сценарист |
| 2000 | «Шкільні дошки»      | Takhté siah           | режисер, сценарист |
| 2002 | «11 вересня»         | 11'09"01 September 11 | режисер, сценарист |
| 2003 | «О п'ятій пополудні» | Panj é asr            | режисер, сценарист |
| 2002 | «Двоногий кінь»      | Asbe du-pa            | режисер            |